# Спомен-чесма палим борцима Првог и Другог светског рата
Спомен-чесма палим борцима Првог и Другог светског рата се налази у насељу Власина Стојковићева на територији општине Сурдулица, подигнута је 1989. године. 
Налази се у центру села, преко пута Задружног дома, на проширењу са десне стране пута Сурдулица-Промаја-Клисура. Састоји се из бетонског зида изломљеног трокраког облика. На централном краку, ширине 176cm, налази се чесма са коритом за воду и гранитна табла, димезија 52x20cm, са текстом следеће садржине:
| „ | СПОМЕН ЧЕСМА РАТНИЦИМА И БОРЦИМА 1 И 2ОГ СВЕТСКОГ РАТА ЗАХТВАЛНИ ГРАЂАНИ МЕС.ЗАЈЕД. 1989. ВЛАСИНА СТОЈКОВИЋЕВА | ” |

Над централним краком причвршћена је петокрака од белог мермера. Леви и десни крак постављени су под углом од 30͒  у односу на 
централни. Уоквирени су пиластрима који наглашавају простор намењен мермерној и гранитној табли на којима су 
уписана имена палих бораца. Дебљина зидова је 25cm, окапница је ширине 32cm, а висина 148cm до окапнице. 
На црној мермерној плочи, на левом краку је следећи текст:
| „ | НА КУМАН-ЦЕРС-И СОЛУНСКОМ ФРОНТУ ПАЛИМ РАТНИЦИМА ОД 1912-1918ГОД. 1. МОМЧИЛОВИЋ ДУШАН 2.МИЛЕНКОВИЋ ДУШАН 3. МИЛЕНКОВИЋ МИЛОРАД 4. МЛАДЕНОВИЋ МИЈАЈЛО 5. МИХАЈЛОВИЋ РАНЂЕЛ 6. ТОМИЋ СИМА 7. ПЕТРОВИЋ СВЕТОЗАР 8.СТОЈКОВИЋ ТАСА 9. СТОЈКОВИЋ СВЕТОЗАР 10. СТАНКОВИЋ КОСТА 11. СТЕФАНОВИЋ СИМА 12. СТРАХИЊИЋ МИЛОРАД 13. СТАМЕНКОВИЋ СТОЈАНЧА 14. ДИНЧИЋ ГАВРИЛО 15. ЈАНЧИЋ МИЛОЈА 16. РАДОЈИЧИЋ ПЕТРОНИЈЕ 17. ОГЊАНОВИЋ КОСТА 18. МИЛОШЕВИЋ МИЈАЛКО 19. МЛАДЕНОВИЋ МАНАСИЈА 20. АНТИЋ ЉУБОМИР 21. АНТАНАСИЈЕВИЋ СТОЈАНЧА 22. ЦВЕТАНОВИЋ СВЕТОЗАР 23. СТЕФАНОВИЋ СТОЈАНЧА 24. НИКОЛИЋ АРСА 25. АНЂЕЛКОВИЋ ЈОВАНЧА 26. СТАНКОВИЋ АЛЕКСАНДАР 27.СТАНКОВИЋ ДУШАН 28. ЈАЊИЋ АРИТОН 29. КРСТИЋ ДРАГОЉУБ 30. ЂОРЂЕВИЋ МИЛОРАД 31.СТОЈКОВИЋ ВИДОСАВ ГРАЂАНИ МЕСНЕ ЗАЈЕДНИЦЕ 4-7-1989Г. ВЛАСИНЕ СТОЈКОВИЋЕВО | ” |